# Białka (Łęczna)
Pour les articles homonymes, voir Białka.
Białka (prononciation : [ˈbjau̯ka]) est un village polonais de la gmina de Milejów dans le powiat de Łęczna de la voïvodie de Lublin dans l'est de la Pologne.
Il se situe à environ 6 kilomètres à l'est de Milejów-Osada (siège de la gmina), 13 kilomètres au sud-est de Łęczna (siège du powiat) et 31 kilomètres à l'est de Lublin (capitale de la voïvodie).
Le village comptait approximativement une population de 373 habitants en 2004.

## Histoire
De 1975 à 1998, le village est attaché administrativement à l'ancienne Voïvodie de Lublin.

Depuis 1999, il fait partie de la nouvelle voïvodie de Lublin.